# Будинок у горах (фільм, 1935)
«Будинок у горах» (англ. Home on the Range) — американський вестерн режисера Артура Джейкобсона 1935 року.

## Сюжет
Двоє чоловіків, Турман і Бейді, і жінка, Джорджія, працюють на Алясці, продаючи золоті рудники легковірним новачкам. Але холод крайньої півночі стає занадто гарячим для них, і вони переїжджають на пасовища західної частини Сполучених Штатів. Бізнес хороший, проте Джорджія закохується, і це створює проблеми для її партнерів.

## У ролях
- Джекі Куган — Джек Гетфілд
- Рендольф Скотт — Том Гетфілд
- Евелін Брент — Джорджія
- Дін Джеггер — Турман
- Еддісон Річардс — Бейді
- Фаззі Найт — Кракер
- Енн Шерідан — співачка
- Говард Вілсон — Білл Морріс
- Філіп Морріс — Бенсон
- Аль Гарт — трунар
- Аллен Вуд — Флеш
- Річард Карле — Баттс
- Ральф Ремлі — Бріун